# Visinge station
Visinge station är en station på Roslagsbanan i kommundelen Visinge i Täby kommun. Stationen har två spår och två sidoplattformar. Plattformarna nås från ramper i respektive ände, samt från en gångbro som ansluter mitt på plattformarna. Antalet påstigande var under en genomsnittlig vintervardag 2021 cirka 350.  I samband med utbyggnad av bostadsområdet på 1980-talet anlades också en mötesstation på den då enkelspåriga delen av Roslagsbanans Kårstagren. Den togs i bruk i november 1986. 
Den 12 januari 2015 öppnades dubbelspår på sträckan från Visinge till Täby kyrkby och i maj samma år vann detaljplanen för dubbelspår söderut från Visinge till Tibble laga kraft . Detta byggdes under år 2017 och banan var avstängd mellan 7 januari och 20 augusti detta år.